# Roudny
Rudny (en kazajo: Рудный) es una ciudad ubicada en la provincia de Kostanái, Kazajistán, a la orilla izquierda del curso alto del río Tobol, que es un afluente del río Irtish, el cual, a su vez, es afluente del Obi. Está situada a unos 30 km al suroeste de Kostanái, la capital de la provincia. Su población, según un censo del año 2009, era de 109 600 habitantes.

## Historia

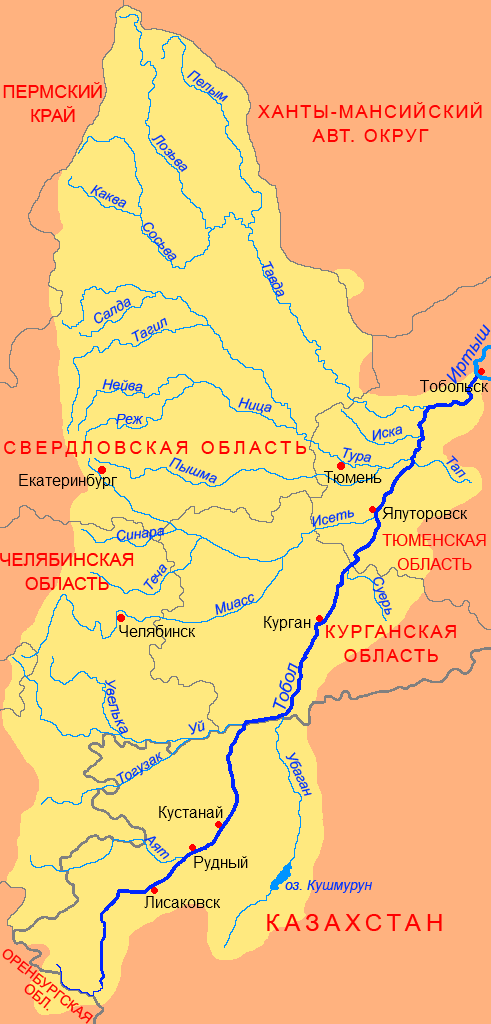
Mapa en ruso del río Tobol donde aparece, sobre la orilla izquierda de su curso alto, Rudny (Рудный)

La ciudad comenzó a construirse en 1957, por estar cerca de los depósitos de mineral de hierro encontrados en la vecino localidad de Lisakovsk, algunos kilómetros hacia el sur, siguiendo el río Tobol, y para servir de punto intermedio entre dicha ciudad y Kostanái.

## Clima
En invierno la temperatura puede alcanzar los -40 °C. En verano, los 30 °C.